# Noah Jurmała
Noah Jurmała (łot. FC Noah Jurmala) – łotewski klub piłkarski, mający siedzibę w mieście Jurmała, w środkowej części kraju. W 2021 występował w Virslīga.

## Historia
Chronologia nazw:
- 2016: FK LDZ Cargo/DFA
- 2019: FC Lokomotiv Daugavpils
- 2021: FC Noah Jurmala
- 2021: klub rozwiązano

Klub piłkarski LDZ Cargo/DFA został założony w miejscowości Dyneburg 13 września 2016 roku i reprezentowała miejscowy oddział łotewskich kolei (Latvijas Dzelzceļš). W 2017 zespół debiutował w rozgrywkach 2. līgi (D3), gdzie najpierw wygrał grupę Łatgalii, a potem grupę B oraz w finale pokonał 2:0 klub Monarhs/Flaminco z Rygi. Jednak klub zrezygnował z awansu do 1. līgi. W następnym sezonie zespół kontynuował występy w drugiej lidze oraz jesienią 2018 startował w rozgrywkach o Puchar Regionów UEFA, przegrywając wszystkie trzy mecze w grupie z różnicą bramek 1-19. A w 2019 ponownie zwyciężył najpierw w grupie wschodniej (Austrumi) 2. līgi, a potem w półfinale wygrał 9:2, 8:2 z SK Krimulda, a w finale pokonał 4:3 Ghetto z Rygi. Po zwycięstwie drugiej ligi klub skrócił nazwę na FC Lokomotiv Daugavpils. W 2020 roku Koleje Łotewskie odmówiły finansowania klubu. Mimo braku funduszy zespół został mistrzem 1. līgi i uzyskał historyczny awans do Virslīgi.
Zgodnie z wymogami Łotewskiej Federacji Piłki Nożnej klub najwyższej ligi jest zobowiązany do posiadania dziecięcej akademii piłkarskiej, która znajduje się nie dalej niż 50 km od bazy drużyny. Ale w mieście znajdowała się już akademia piłkarska BFC Daugavpils. Ponadto drużyna została przejęta przez ormiański holding "Noah", do którego należą już kluby piłkarskie: Noah Erywań (Armenia), ACN Siena 1904 (Włochy) i KFC Uerdingen 05 (Niemcy), zmieniono również nazwę zespołu na FC Noah Jurmala. Następnie klub przeniósł się do Jurmali.
12 marca 2021, dzień przed rozpoczęciem sezonu, cofnięto klubową licencję na udział w mistrzostwach 2021 roku. Klub podał protest i 15 kwietnia 2021 rok Sąd Arbitrażowy uznał prawo klubu do udziału w mistrzostwach. 23 lipca 2021 roku klub zrezygnował z dalszych występów w najwyższej lidze i potem został rozwiązany. 

## Barwy klubowe, strój, herb, hymn
|  |  |

Klub ma barwy zielono-białe. Zawodnicy domowe spotkania zazwyczaj grają w granatowych koszulkach z żółtym pasem pionowym na piersi, granatowych spodenkach oraz granatowych getrach.

## Sukcesy

### Trofea międzynarodowe
Nie uczestniczył w rozgrywkach europejskich (stan na 31-05-2022).

### Trofea krajowe
| \| \| Zdobyte trofea w rozgrywkach Łotwy (stan na: 31-12-2021) \| |                                                          |      |            |
| Rozgrywki                                                         | Osiągnięcie                                              | Razy | Sezon(y)   |
| Mistrzostwo                                                       | I miejsce                                                | 0    |            |
| Mistrzostwo                                                       | II miejsce                                               | 0    |            |
| Mistrzostwo                                                       | III miejsce                                              | 0    |            |
| Mistrzostwo                                                       | 8.miejsce                                                | 1    | 2021       |
| · Puchar                                                          | zdobywca                                                 | 0    |            |
| · Puchar                                                          | finalista                                                | 0    |            |
| · Puchar                                                          | 1/8 finału                                               | 2    | 2019, 2020 |
| II liga                                                           | I miejsce                                                | 1    | 2020       |
| II liga                                                           | II miejsce                                               | 0    |            |
| II liga                                                           | III miejsce                                              | 0    |            |
| Łotwa                                                             | Zdobyte trofea w rozgrywkach Łotwy (stan na: 31-12-2021) |      |            |

- 2. līga (D3):
  - mistrz (2x): 2017, 2019

## Poszczególne sezony

### Rozgrywki krajowe
| \| Łotwa \| Bilans występów klubu w rozgrywkach piłkarskich Łotwy (Stan na 31 grudnia 2021 r.) \| \| |                                                                                    |        |       |   |   |   |    |    |     |           |        |        |      |
| Poziom                                                                                               | Rozgrywki                                                                          | Sezony | Mecze | Z | R | P | B+ | B– | Pkt | Lata      | Awanse | Spadki | Naj. |
| I | Virslīga                                                                           | 1      |       |   |   |   |    |    |     | 2021      | 0      | 1      | 8    |
| II                                                                                                   | 1. līga                                                                            | 1      |       |   |   |   |    |    |     | 2020      | 1      | 0      | 1    |
| III                                                                                                  | 2. līga                                                                            | 3      |       |   |   |   |    |    |     | 2017–2019 | 1      | 0      | 1    |
| | Puchar Łotwy                                                                       | 2      |       |   |   |   |    |    |     | od 2019   | 0      | 0      | 1/8  |
| Łotwa                                                                                                | Bilans występów klubu w rozgrywkach piłkarskich Łotwy (Stan na 31 grudnia 2021 r.) |        |       |   |   |   |    |    |     |           |        |        |      |

## Piłkarze, trenerzy, prezydenci i właściciele klubu

### Trenerzy
- 2017–2019:  Mihails Zizilevs
- 01.07.2020–31.07.2021:  Artiom Gorłow
- 10.11.2021–21.03.2022:  Wiktor Bułatow

## Struktura klubu

### Stadion
Klub piłkarski rozgrywa swoje mecze domowe na stadionie RTU w Rydze, który może pomieścić 1.000 widzów.

## Kibice i rywalizacja z innymi klubami

### Derby
- FK Spartaks Jurmała
- Daugava Dyneburg